# Margarita Faúndez
Margarita Faúndez Orellana (La Cisterna, 31 de julio de 1988) es una atleta chilena.

## Biografía
En 1988 le diagnosticaron Retinitis Pigmentosa, una enfermedad de origen genético y degenerativa, que le provocó la pérdida total de la visión.  En el 2008 comenzó a competir en el atletismo adaptado, tras la invitación de un amigo.
Participó de los Juegos Parapanamericanos de Guadalajara. En 2013 obtuvo el tercer lugar en el Grand Prix Paralímpico de Italia, que le permitió clasificar a los Juegos Paralímpicos de Londres 2012, sin embargo, quedó fuera por un problema administrativo de su federación.
Obtuvo el oro en los Juegos Parasuramericanos Santiago 2014, en los 1500 metros. Al año siguiente logró el oro en los Juegos Parapanamericanos de Toronto, corriendo en los 1500 metros categoría T11, con un tiempo de 4’55”29. Con ese resultado superó el récord parapanamericano en la especialidad. Posteriormente obtuvo el bronce en el mundial de la especialidad, en Doha.
En 2016 participó en los Juegos Paralímpicos de Río de Janeiro donde terminó en el octavo lugar en los 1500 metros, obteniendo un Diploma Paralímpico. Ese mismo año recibió el premio "Actuación Relevante en Río 2016", del Ministerio del Deporte.
En 2019, logró una medalla de bronce en los Juegos Parapanamericanos de Lima.
Clasificó a los Juegos Paralímpicos de Tokio 2020 tras haber finalizado en el 10° lugar del ranking mundial de los 1500 metros T11. Obtuvo el 10° lugar en dicho evento de los Juegos.
Es parte activa de la Iglesia de Jesucristo de los Santos de los Últimos Días. En 2012 fue declarada como Hija Ilustre de La Cisterna.